# Typ 94 Te-Ke
Typ 94 Te-Ke (jap. 九四式軽装甲車 94-shiki kei-sōkōsha; Type 2594) – japońska tankietka skonstruowana w latach 30. XX w. i używana przez armię japońską w początkowej fazie II wojny światowej.
Pod koniec lat 20. XX w. armia japońska zakupiła w Wielkiej Brytanii sześć tankietek Vickers Carden Loyd Mark VI. Po ich przebadaniu rozpoczęto projektowanie własnej konstrukcji. W odróżnieniu od konstrukcji powstałych w innych krajach Japończycy zdecydowali się na wyposażenie pojazdu w niewielką wieżę z karabinem maszynowym i przeniesienie silnika do przedniej części pojazdu (znalazł się obok stanowiska kierowcy). Załoga zajmowała miejsce w pojeździe przez właz w tylnej płycie pancernej.
W 1933 r. powstał udoskonalony prototyp. Miał on zawieszenie skonstruowane przez Tomiro Harę. Składało się ono z dwóch par dwukołowych wózków. Wózki były zawieszone na wahaczach i amortyzowane poziomymi resorami spiralnymi. Zawieszenie tego typu zostało później zastosowane w innych japońskich pojazdach pancernych.
Od 1937 r. produkowano zmodernizowaną wersję tankietki Typ 94 Te-Ke, w której powiększono znajdujące się w tylnej części pojazdu koło napinające, które zaczęło pełnić także rolę koła jezdnego.
Tankietki Typ 94 Te-Ke były używane podczas II wojny japońsko-chińskiej i w początkowym okresie II wojny światowej. Doświadczenia bojowe wykazały, że tankietki Typ 94 są pojazdami ruchliwymi, ale są zbyt słabo opancerzone i uzbrojone. Ich następcą była tankietka Typ 97 Te-Ke.